# Central Mountain Air
Central Mountain Air — канадська регіональна авіакомпанія зі штаб-квартирою в місті Смізерс (Британська Колумбія), працює на ринку внутрішніх регулярних і чартерних перевезень.
Головним транзитним вузлом (хабом) авіакомпанії є Аеропорт Прінс-Джордж, вторинними хабами — Міжнародний аеропорт Калгарі і Міжнародний аеропорт Ванкувер.

## Історія
Авіакомпанія Central Mountain Air була заснована в 1987 році.
У 1997 році компанія розмістила замовлення на декілька пасажирських літаків Beechcraft 1900D і підписала партерську угоду з магістральної авіакомпанією Air Canada, в рамках якого отримувала регулярні маршрути між аеропортами Альберти та Британської Колумбії, які раніше обслуговувалися регіональним авіаперевізником Air BC. В даний час Central Mountain Air виконує кілька рейсів під торговою маркою Air Canada, хоча основна частина маршрутній мережі працює під власним кодом IATA 9M. В кінці 2005 року повітряний флот авіакомпанії поповнився двома літаками Dornier 328.
Central Mountain Air є дочірнім підрозділом авіаційного холдингу Northern Thunderbird Air.

## Маршрутна мережа авіакомпанії

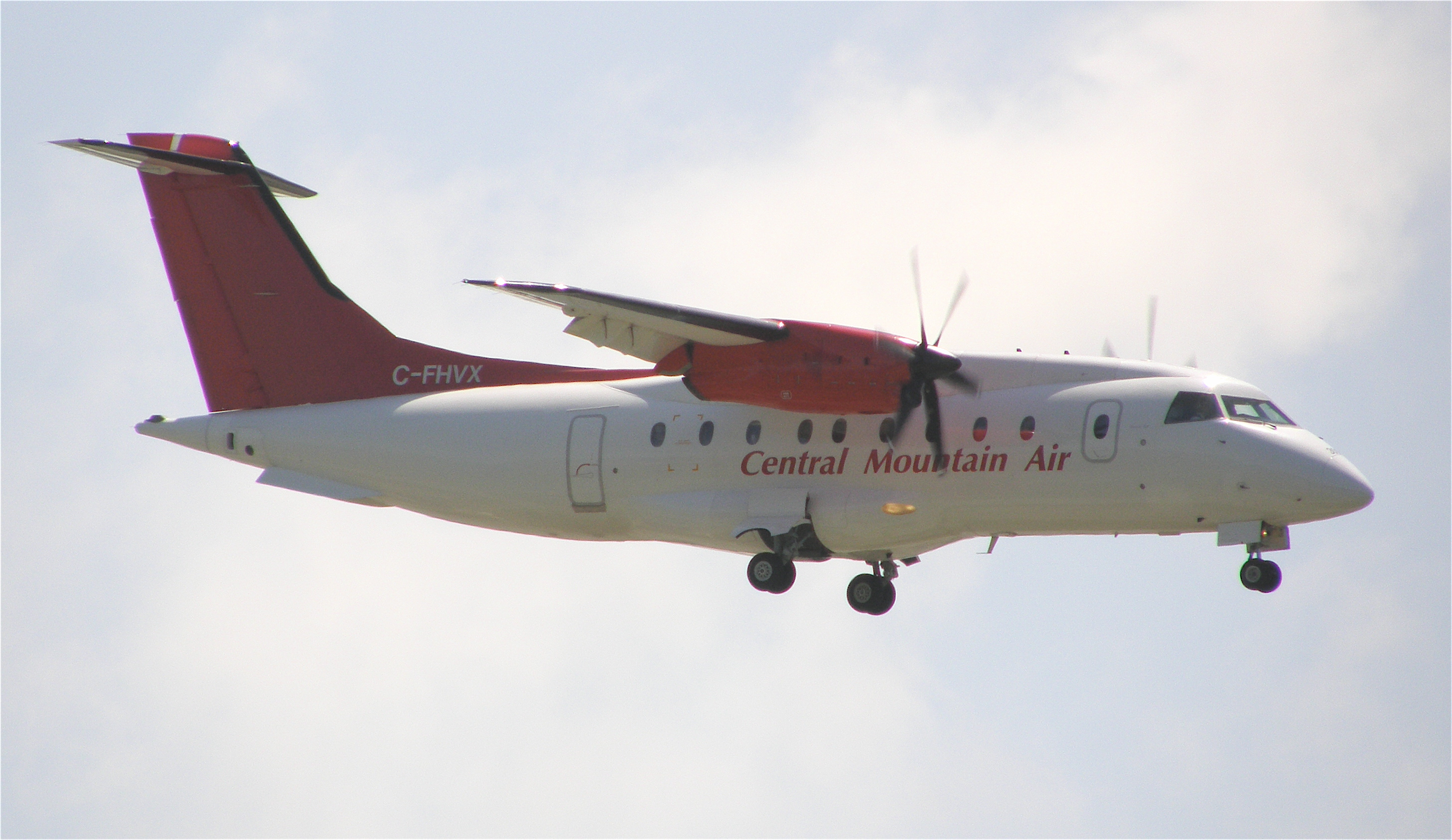
Dornier 328-100 авіакомпанії Central Mountain Air в заході на посадку в Міжнародному аеропорту Ванкувера

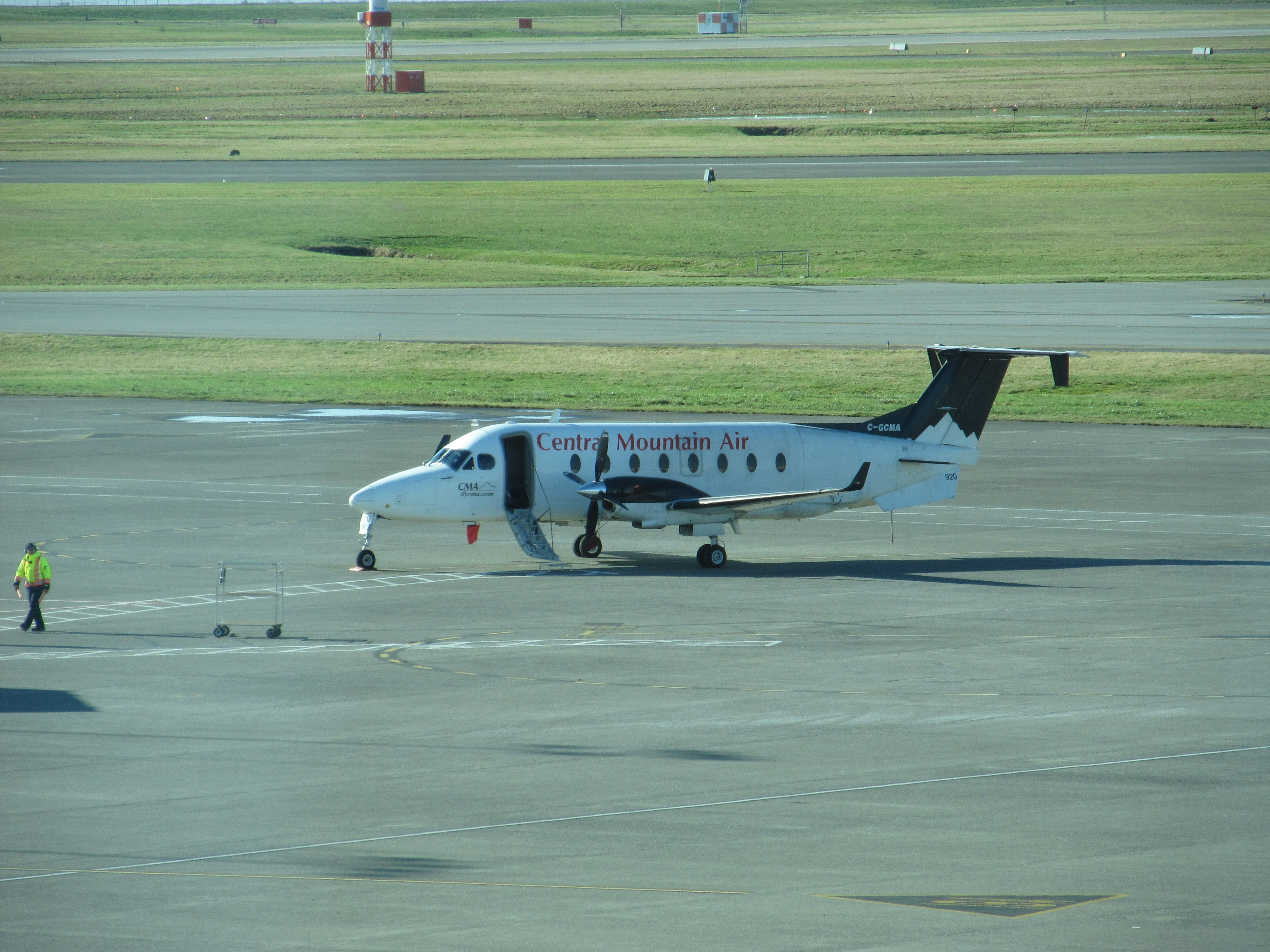
Beechcraft 1900 авіакомпанії Central Mountain Air в міжнародному аеропорту Ванкувера

Станом на січень 2010 року Central Mountain Air виконувала регулярні рейси в такі пункти призначення:
- Британська Колумбія
  - Кемпбелл-Рівер
  - Комокс
  - Досон-Крік
  - Форт-Нельсон
  - Форт-Сент-Джон
  - Камлупс
  - Келоуна
  - Прінс-Джордж
  - Квеснел
  - Смізерс
  - Террейс
  - Ванкувер
  - Вільямс-Лейк

- Альберта
  - Калгарі
  - Едмонтон
  - Хай-Левел
  - Ллойдмінстер
  - Ренбоу-Лейк

Під брендом Air Canada виконуються такі регулярні рейси (дані на 15 січня 2010 року)::
- Калгарі — Летбридж
- Калгарі — Медісін-Хат
- Калгарі — Кренбрук

## Флот
За станом на 15 січня 2010 повітряний флот авіакомпанії Central Mountain Air становили такі літаки:
- 13 Raytheon Beech 1900D Airliner (номери 912, 913, 914, 915, 916, 917, 918, 919, 920, 922, 923, 924, 925);
- 2 Fairchild-Dornier 328-100 (номери 3094, 3096).